# Костанца Сфорца ди Санта Фиора
Костанца Сфорца ди Санта Фиора (на италиански: Costanza Sforza di Santa Fiora) е графиня на Санта Фиора и чрез брак графиня на Корсика и на Павия.

## Произход
Тя е дъщеря на Бозио I Сфорца (* 1411, † 1475), 8-и граф на Санта Фиора (чрез брак), граф на Котиньола, господар на Кастел'Аркуато, кондотиер, водач на наемническа дружина, и на втората му съпруга Гризелда Ди Капуа (* 1415, † 1451), графиня на Санта Фиора. Нейни дядо и баба по бащина линия са Джакомо Атендоло, известен като Муцио Атендоло Сфорца, основател на династията Сфорца, кондотиер, граф на Котиньола, гонфалониер на Църквата, велик конетабъл на Неаполитанското кралств, и Антония Салимбени, а по майчина – Матео Акуавива, херцог на Атри. Има една сестра:
- Касандра († млада)

Има и един полубрат (Гуидо II, 9-и граф на Санта Фиора) и една полусестра от първия брак на баща си.

## Брак и потомство
∞ за първия си братовчед Филипо Мария Сфорца (* 22 декември 1448, Павия или Кремона, Миланско херцогство; † 1492, Милано, Миланско херцогство), граф на Корсика и на Павия от 1466/1472 г. (впоследствие се отказва), граф на Бари, трети син на Франческо I Сфорца и Бианка Мария Висконти, от когото има една дъщеря:
- Бона Сфорца, ∞ за Джовани Галеацо Висконти, граф на Сесто Календе

Според други източници има един син:
- Костанцо Сфорца (* 1471, † 1 юни 1479)